# Schmale Windelschnecke
Die Schmale Windelschnecke (Vertigo angustior) ist eine Schneckenart aus der Familie der Windelschnecken (Vertiginidae), die zur Unterordnung der Landlungenschnecken (Stylommatophora) gerechnet wird. Es handelt sich mit knapp 2 Millimetern um eine sehr kleine Form mit einem linksgewundenen Gehäuse; die Form wird aufgrund der geringen Größe zur nicht-systematischen Gruppe der "Mikromollusken" gerechnet.

## Merkmale

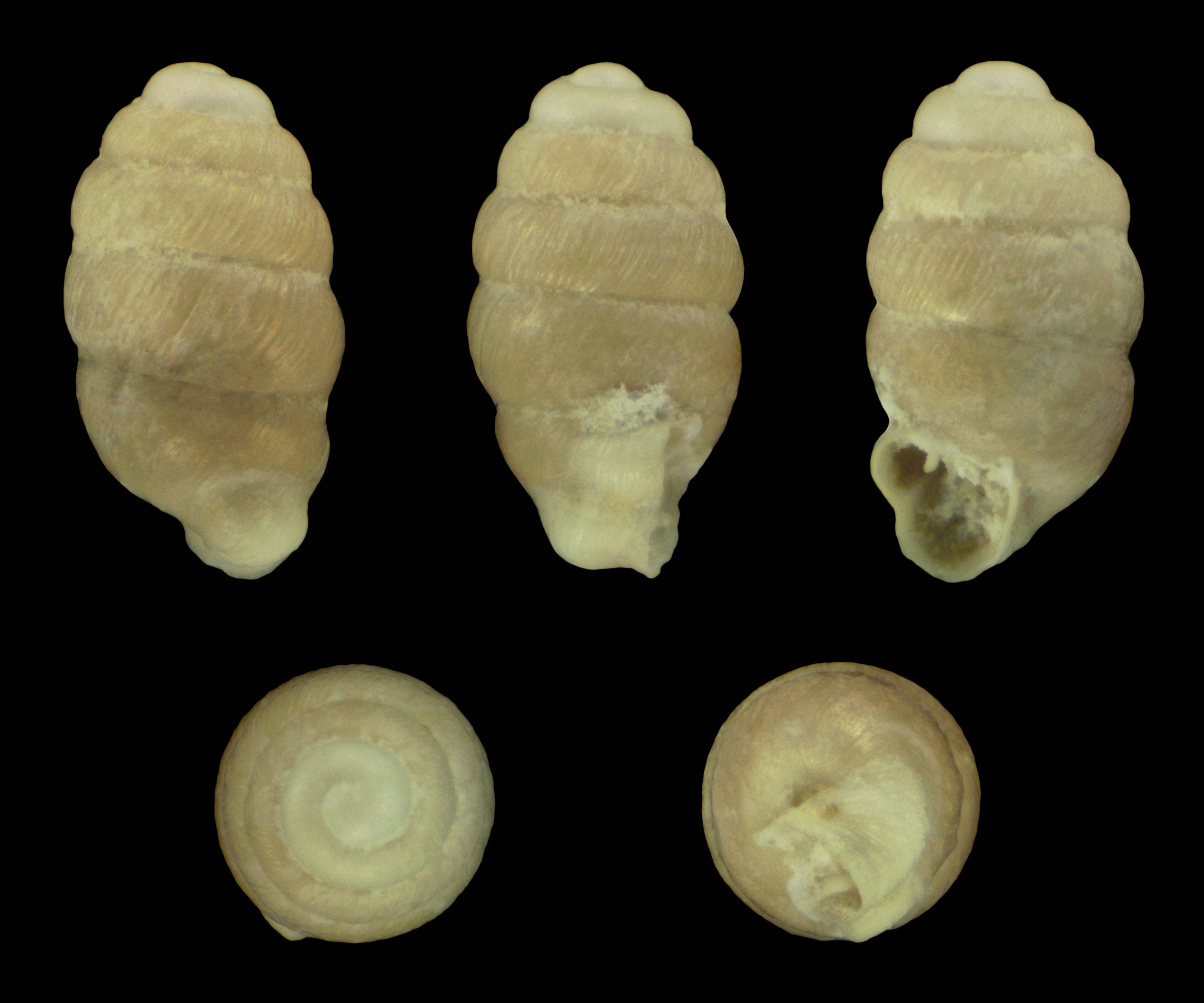
Fossil, Pleistozän

Das linksgewundene Gehäuse weist 4,5 bis 5,35 Windungen (Mittel: 5) auf und misst 1,6 bis 2,0 mm (Mittel: 1,8 mm) in der Höhe und 0,9 bis 1,05 mm (Mittel: 1 mm) in der Breite (1,5 bis 1,9 × 0,9 bis 1,0 mm: Welter Schultes). Es ist länglich eiförmig und wird basal wieder schmaler. Dadurch ergibt sie die typische spindelförmige Gestalt des Gehäuses. Die Mündung ist relativ klein. Der Mündungsrand ist umgebogen und etwas verdickt. Außen ist die Mündung etwas eingekerbt. Die Einkerbung zieht sich außen als Spiralkerbe weiter. Innen in der Mündung befindet sich in der Einkerbung ein langer, lamellenartiger Vorsprung (oberer palataler Zahn). In die Mündung ragen insgesamt 5 bis 6 Zähne hinein. Vier Zähne (parietal, angular, columellar und oberer palataler) sind immer vorhanden. Often kommt noch ein unterer palataler Zahn vor, selten ein tuberkulater basaler Zahn. Das Gehäuse ist braun, hornfarben bis gelblich braun und weist eine feine Anwachsstreifung auf.

### Ähnliche Arten
Von der Linksgewundenen Windelschnecke (Vertigo pusilla) ist die Art gut zu unterscheiden. Die anderen Vertigo-Arten sind rechtsgewunden. Das Gehäuse ist zwar ebenfalls typisch spindelförmig, aber deutlich größer und hat eine dichte regelmäßige Anwachsstreifung. Außerdem besitzt Vertigo pusilla sechs bis neun Zähne in der Mündung.

## Geographische Verbreitung und Lebensraum
Die Schmale Windelschnecke kommt in fast ganz Europa mit meist kleinen, isolierten Populationen vor. In Schleswig-Holstein kommt sie im FFH-Gebiet Aassee und Umgebung in Strandseen an der Nordseite der Eckernförder Bucht vor, sowie im FFH-Gebiet Gorkwiese Kitzeberg an der Ostseite der Kieler Förde. Die Art fehlt im nördlichen Skandinavien und im südlichen Mittelmeerraum. Im Osten reicht ihr Verbreitungsgebiet bis in den südlichen Ural, im Südosten bis in den Kaukasus und Nordiran hinein.
Die Tiere leben in nassen Wiesen, entlang kleiner Wasserläufe oder in feuchtem Moos nasser Dünenmulden.

## Fortpflanzung
Nach Beobachtungen, die in Polen gemacht wurden, begann die Eiablage im Mai und endete je nach Lebensalter und Saison Ende September. Die Tiere legten bis zu drei Jahre lang jeweils im Sommerhalbjahr Eier ab. Bis zu 111 Eier legte ein Tier während einer Saison. Zu Beginn wurde jeden Tag ein Ei abgelegt, gelegentlich sogar auch zwei Eier innerhalb 24 Stunden. Später in der Saison nahmen die Abstände zwischen der Eiablage zu (5 bis 15 Tage). Die Eier sind gelatinös und fast farblos. Sie haben die Form einer abgeflachten Kugel; sie sind seltener auch abgeflacht elliptisch. Die Eikammer ist von drei Schichten umschlossen. Die Oberfläche der Außenschicht weist dabei immer eine granuläre Struktur auf. Der Durchmesser beträgt 0,48 bis 0,66 mm (Mittelwert: 0,59 mm). Die Eier wurden meist im Einzell-Stadium abgelegt, gelegentlich waren die Embryonen in frisch gelegten Eiern auch etwas weiter entwickelt. Die Entwicklungszeit ist temperaturabhängig. Bei 23° schlüpften die Jungtiere nach bereits 11 Tagen, bei 21° nach 13 Tagen und bei 19° nach 16 Tagen. Zum Schlüpfzeitpunkt hatten die Jungtiere bereits ein Gehäuse mit 1,2 bis 1,3 Windungen gebildet. Die Jungtiere wuchsen sehr schnell und hatten mit 40 bis 55 Tagen bereits die Adultgröße erreicht. Danach wurde lediglich die zurückgebogene Mündungslippe noch etwas vergrößert und die Mündungsbewehrung ausgebildet. In Abhängigkeit vom Standort erreichen 25 bis über 50 % der in einem Jahr geschlüpften Jungtiere noch im selben Jahr die Geschlechtsreife. Anfang Oktober stellten die Tiere im Allgemeinen ihre Aktivität ein und gingen in Winterruhe. Erst Ende April oder Anfang Mai wurden sie wieder aktiv. Die Winterruhe dokumentiert sich im Gehäuse durch zwei oder drei hellere Anwachsstreifen und/oder Schäden im Periostrakum. Die Tiere können bis über drei Jahre alt werden. Die meisten sterben aber bereits am Ende der ersten oder zweiten Eiablegesaison. Die Aufnahme der Altersstruktur einer Population Mitte September 2007 ergab: 53,3 % waren in diesem Jahr auch geschlüpft, 28 % waren vor einem Jahr geschlüpft, 11,3 % waren vor zwei Jahren geschlüpft und nur 6,7 % waren vor drei Jahren geschlüpft.
In den Populationen wurde ein hoher Prozentsatz an aphallischen Tiere beobachtet. Diese Tiere können somit nicht als Männchen fungieren, sondern nur als Weibchen. Außerdem ist Selbstbefruchtung möglich. In Polen betrug der Anteil aphallischer Exemplare mehr oder weniger konstant 40 % (Pokryszko), in Wales wurde in einer Population ein relativ konstanter Anteil von bis zu 80 % aphallischer Exemplare beobachtet.
Die Tiere ernähren sich von Detritus, abgestorbenen, aber unverholzten Pflanzenteilen und von Mikroorganismen, die auf den abgestorbenen Pflanzenteilen wachsen.

## Gefährdung
Die Bestände der Schlanken Windelschnecke sind durch die Zerstörung ihrer Lebensräume rückläufig. Die Art steht in Deutschland auf der "Roten Liste" gefährdeter Tiere und wird als gefährdet (Gefährdungskategorie 3) eingestuft. Diese Art ist in Anhang II der FFH-Richtlinie gelistet und wird daher auch auf europäischer Ebene geschützt. Gemäß Artikel 3, Absatz 1 dieser Richtlinie müssen die Mitgliedsstaaten Schutzgebiete für das Natura-2000-Netzwerk für Habitate diese Art ausweisen und den Fortbestand oder gegebenenfalls die Wiederherstellung eines günstigen Erhaltungszustandes gewährleisten.

## Taxonomie
Das Taxon wurde 1830 von John Gwyn Jeffreys bereits als Vertigo angustior erstmals beschrieben. Die Schlanke Windelschnecke wird von vielen Bearbeitern in die Untergattung Vertilla der Gattung Vertigo gestellt, z. T. wird Vertilla auch als eigenständige Gattung bewertet.
Kiss & Kopf (2010) verzeichnen folgende Synonyme:
- Pupa gothorum Westerlund, 1878
- Vertigo hamata Held, 1837
- Vertigo nana Michaud, 1831
- Vertigo plicata A. Müller, 1838
- Pupa producta Westerlund, 1878
- Vertigo venetzii Charpentier & A. Férussac, 1837[7]

## Belege

### Online
- Animal Base: Species summary for Vertigo angustior